# Cotinis ibarrai
Cotinis ibarrai är en skalbaggsart som beskrevs av Deloya och Brett C.Ratcliffe 1988. Cotinis ibarrai ingår i släktet Cotinis och familjen Cetoniidae. Inga underarter finns listade i Catalogue of Life.